# 중화인민공화국 문화관광부
중화인민공화국 문화관광부(중국어 간체자: 中华人民共和国文化和旅游部, 정체자: 中華人民共和國文化和旅游部, 병음: Zhōnghuá rénmín gònghéguó wénhuà bù)는 중국의 문화와 예술, 관광 업무를 총괄하여 관리하는 중화인민공화국 국무원 소속 기관이다.

## 연혁
- 1948년 10월, 중화인민공화국 수립시기 중앙인민정부문화부 설립.
- 1954년 9월, 중화인민공화국 국무원이 설립되면서 국무부의 산하기관으로 중앙인민정부문화부가 편입됨.
- 문화대혁명이 일어난 후인 1970년 6월 22일, 중국공산당 중앙위원회는 문화부의 해체를 결정. 국무원문화조 수립.
- 1975년 1월, 제4차전국인민대표대회 제1차회의는 해체된 문화부를 다시 복구하여 설치하기로 결정.
- 1982년, 대외문화연락위원회, 국가출판사업관리국, 국가문물사업관리국, 외교출판발행사업국을 합병하여 새로운 문화부를 만들기로 결정함.
- 2018년, 문화부를 문화관광부로 개칭. 국가여유국을 합병.

## 주요업무
1. 문화와 예술작업의 방침을 연구하고 입안하며, 정책과 법률을 감독하고 실시한다.
2. 문화사업의 발전전략과 발전계획을 연구 및 수립하며, 문화체제의 개혁을 지도한다.
3. 문학, 예술사업을 관리하고, 예술창작과 생산을 지도하며, 대표성, 모범성, 실험성이 있는 문화예술 품종을 육성하며, 각 분야 예술의 발전을 촉진한다. 전국적인 중대문화활동을 귀속하여 관리한다.
4. 문화산업계획과 정책을 수립하고 이를 지도하며, 문화산업의 발전을 조화롭게하고, 국가중점문화의 구축을 지도한다.
5. 문화시장을 귀속하여 관리하며, 문화시장의 발전계획을 세운다. 문화시장의 발전상태를 연구하고, 문화시장의 감독작업을 지도한다.
6. 사회문화사업을 관리하고, 사회문화사업의 발전계획을 입안하여 조직하고 실시한다. 각종 사회문화사업의 건설과 발전을 지도한다.
7. 도서관사업을 관리하며, 도서문헌자료의 제작, 개발과 이용을 지도한다. 도서관의 표준화와 현대화 건설사업을 추진한다.
8. 대외문화사업과 홍콩특별행정구에 대한 문화사업, 마카오특별행정구와 대만의 문화교류사업을 귀속하여 관리하고, 대외 및 홍콩특별행정구, 마카오특별행정구와 대만문화교류정책과 법규를 수립한다. 국가를 대표하여 중외 문화협력협정을 체결하고, 연간 계획과 문화교류 프로그램 계획을 집행하며, 재외공관과와 홍콩특별행정구의 문화기구, 마카오지구에 있는 문화기구의 사업을 지도한다.
9. 국무원 규정에 의거하여 중국 국가문물국을 관리한다.
10. 국무원이 제시한 기타 업무를 처리한다.

## 조직구성

### 주요조직
- 판공청 (办公厅)
- 정책법규사 (政策法规司)
- 인사사 (人事司)
- 재무사 (财务司)
- 예술사 (艺术司)
- 문화과학기술사 (文化科技司)
- 문화시장사 (文化市场司)
- 문화산업사 (文化产业司)
- 공공문화사 (公共文化司)
- 비물질문화유산사 (非物质文化遗产司)
- 대외문화연락국 (对外文化联络局 （港澳台办公室))
- 기관당위원회 (机关党委)
- 중앙기율검사위원회 문화부 기율검사조직(中央纪委驻文化部纪检组)
- 은퇴간부국 (离退休干部局)
- 기관복무국 (机关服务局)
- 문화부정부센터 (文化部信息中心)

### 직속단위
- 문화부정보센터 (文化部信息中心)
- 국가예술기금관리센터 (国家艺术基金管理中心)
- 중국예술연구원 (中国艺术研究院)
- 중국국가도서관
- 고궁박물원
- 중국국가박물관
- 중앙문화관리간부학원 (中央文化管理干部学院)
- 중국문화매체집단유한공사 (中国文化传媒集团有限公司)
- 중국국가경극원
- 중국국가활극원 (中国国家话剧院)
- 중국가극무극원 (中国歌剧舞剧院)
- 중국동방연예집단유한공사 (中国东方演艺集团有限公司)
- 중국국가교향악단
- 중국아동예술극원 (中国儿童艺术剧院)
- 중앙가극원
- 국립발레단
- 중앙민족악단
- 중국미술관 (中国美术馆)
- 중국국가화원 (中国国家画院)
- 중국대외문화집단공사 (中国对外文化集团公司)
- 중국숫자문화집단유한공사 (中国数字文化集团有限公司)
- 중국애니메이션집단유한공사 (中国动漫集团有限公司)
- 문화부 공왕부관리센터 (文化部恭王府管理中心)
- 문화부 문화예술인재센터 (文化部文化艺术人才中心)
- 문화부 은퇴휴인원복무센터 (文化部离退休人员服务中心)
- 문화부 예술발전센터 (文化部艺术发展中心)
- 문화부 청사편찬 및 연구센터 (文化部清史纂修与研究中心)
- 중국문화교류센터 (中外文化交流中心)
- 문화부 민족민간문예발전센터 (文化部民族民间文艺发展中心)
- 중국예술과학기술연구소 (中国艺术科技研究所)
- 문화부 전국공공문화발전센터 (文化部全国公共文化发展中心)
- 문화부 해외문화시설건설관리센터 (文化部海外文化设施建设管理中心)

### 주외문화기구
- 중화인민공화국 각국 대사관 문화처

## 역대부장
| 이름   | 사진 | 재임기간                           | 최고직위 | 주석                        |
| ------ | ---- | ---------------------------------- | --- | --------------------------- |
| 마오둔 |      | 1949년 10월 19일 ~ 1965년 1월 4일  | 중국인민정치협상회의 전국위원회 부주석                                                                                                  | 본명 : 심덕홍 별명 : 심안빙 |
| 루딩이 |      | 1965년 1월 4일 ~ 1970년 6월        | 중국공산당 중앙서기처 서기 중국공산당중앙고문위원회 상무위원회 위원 중화인민공화국 국무원 부총리 중국인민정치협상회의 전국위원회 부주석 |                             |
| 肖望东 |      | 1966년 5월 ~ 1967년 2월            | 중국인민해방군 지난 군구 제일정치위원                                                                                                   | 대임                        |
| 于会泳 |      | 1975년 1월 17일 ~ 1977년 8월 31일  | | 자살로 사망                 |
| 黄镇   |      | 1977년 12월 ~ 1980년 12월          | 중국공산당중앙고문위원회 상무위원회 위원                                                                                                |                             |
| 周巍峙 |      | 1980년 12월 ~ 1982년 5월 4일       | | 대임                        |
| 朱穆之 |      | 1982년 5월 4일－1986년 6월 25일    | 중국공산당 중앙선전부 소조직장 중화인민공화국 국무원 신문판공실 주임                                                                    |                             |
| 왕멍   |      | 1986년 6월 25일－1989년 9월 4일    | 중국인민정치협상회의 전국위원회 문학역사와 학습위원회 주임                                                                              |                             |
| 贺敬之 |      | 1989년 9월－1992년 11월            | | 대임                        |
| 刘忠德 |      | 1993년 3월 29일 ~ 1998년 3월 18일  | 중국인민정치협상회의 전국위원회 교육과학문화체육위원회 주임                                                                             |                             |
| 孙家正 |      | 1998년 3월 18일 ~ 2008년 3월 17일  | 중국인민정치협상회의 전국위원회 부주석                                                                                                  |                             |
| 蔡武   |      | 2008년 3월 17일 ~ 2014년 12월 28일 | |                             |
| 뤄수강 |      | 2014년 12월 28일 ~ 현재            | 중국공산당 중앙선전부 상무 부부장 중국공산당 중앙정신문명건설지도위원회 판공실 주임                                                     |                             |

## 참조
1. ↑  “中共党宣高官雒树刚将出任文化部长”. BBC. 2014년 12월 28일. 2014년 12월 28일에 확인함.